# Daniel Grobelny
Daniel Grobelny (ur. 21 marca 1974 we Wrocławiu) – polski piłkarz ręczny, reprezentant Polski, lewy rozgrywający. Zawodnik Śląska Wrocław (1988–1997), mistrz Polski (1997).

## Kariera sportowa
W reprezentacji narodowej wystąpił w 30 spotkaniach, m.in. na mistrzostwach Świata w Argentynie w 1995 roku. Poza tym 28 razy grał w europejskich pucharach. Po zdobyciu trzech medali mistrzostw Polski ze Śląskiem Wrocław wyjechał do Niemiec, by w drugiej Bundeslidze grać w drużynie HV 96 Dessau. Przez dwa lata rzucił dla tego zespołu 383 bramki. Następnie na trzy lata wrócił do Polski, by dwa razy sięgnąć po Puchar Polski z Iskrą/Lider Market Kielce i Wisłą Płock oraz zdobyć srebrny medal w lidze z Wisłą Płock. Po sezonie spędzonym w zespole Chrobrym Głogów w 2002 roku znów wyjechał za granicę, tym razem na Półwysep Skandynawski – występował tam zarówno w lidze duńskiej jak i szwedzkiej. Od 2006 roku znów grał w Niemczech. Przez trzy lata w LHC Cottbus rzucił aż 489 bramek. Sezon 2010/2011 spędził na parkietach w Luksemburgu. W 2011 roku wrócił do Śląska Wrocław jako zawodnik. W pierwszym sezonie pomógł drużynie w awansie do I ligi, czyli zaplecza ekstraklasy. Od 2012 równocześnie II trener zespołu Śląska Wrocław
Ma 191 cm wzrostu i waży 95 kg.

## Osiągnięcia
- Złoty Medalista Mistrzostw Polski:  1997 (ze Śląskiem Wrocław),
- Srebrny Medalista Mistrzostw Polski:  2001 (z Wisłą Płock),
- Brązowy Medalista Mistrzostw Polski:  1995, 1996 (ze Śląskiem Wrocław),
- Puchar Polski:  2000 (z Iskrą/Lider Market Kielce), 2001 (z Wisłą Płock)
- Złoty Medalista Młodzieżowych Mistrzostw Polski:  1991 (ze Śląskiem Wrocław),